# Петрик (Вінницький район)
Пе́трик — село в Україні, у Літинській селищній громаді Вінницького району Вінницької області. Населення становить 737 осіб.

## Географія
Село розташоване на півночі Вінницької області. Переважає рівнинна місцевість, яка покрита невеликим лісом. Біля села протікає річка Згар. На ній побудовано греблю, від якої утворився великий Петричанський ставок. Його плесо становить 300 га. У ставку знаходиться велика кількість риби: окунь, карась, короп, щука, плітка, білий амур; гніздяться дикі качки, гуси, що дуже приваблює рибалок і мисливців відповідно. У дачному районі Рибаче, біля греблі, створено зону відпочинку — улюблене місце для відпочинку молоді влітку. На території села розташовано чимало штучно створених ставків, найвідоміший з яких — Іванівський.
Петрик знаходиться у дуже вигідному географічному положенні: воно розташоване біля траси Хмельницького шосе і недалеко від «Петричанського ставка» міст Літина (12 км) і Вінниці (17 км). Тому багато людей цікавляться ним, як місцем проживання та відпочинку. 

## Історія села
Історія села починає свій відлік з 1937 року, коли було створено полігон для випробування зброї. Потім на його місці у 1948 році було створено підсобне господарство.
Через деякий час, на його основі, тут побудували радгосп, залишки якого можна побачити і тепер. У ньому були птахоферма, свиноферма, розводили корів. Розповідали, що у селі було 3 верблюда, але недовго. Радгосп мав велику кількість техніки. Вирощували різні культури: зернові(пшеницю, жито). Із власної сировини виготовляли згущене молоко, м'ясні консерви.
Розвинутим було і лісництво. У лісі водилася різноманітна кількість дичини. Можна було побачити лося, козулю, дикого кабана, лисицю, вовка, зайця. Це свідчить і про розвиток мисливства.
Біля радгоспу поселилися люди. Багато сюди приїжджало людей на роботу. Для працюючих солдати побудували 6 двох-поверхових будинків. Воду до будинків подавали через водокачку, а тепло — із котельні. Село розквітало. Але після ліквідації радгоспу, воно припинило подальше просування вперед. Про колишній розквіт тепер свідкують руїни будівель. 

## Сьогодення села
На сьогодні у Петрику функціонує дев'ятирічна школа, пошта, медпункт, 3 магазини, електростанція, база відпочинку " Білий маяк". Свій філіал тут має компанія ПАТ «Дашківці» має свої склади.
Село, у прямому розумінні, буяє зеленю. З однієї сторони вздовж дороги розкинувся мішаний ліс, який милує око своєю красою протягом семи місяців року. Для села він має велике значення, оскільки він дає свіжість повітря, місце для відпочинку, гриби, ягоди, пахощі весняних квітів. Біля будинків ростуть фруктові дерева, на клумбах квітнуть барвисті квіти. Біля села розташований Микулинський ставок, який з деревами біля самої води, створює незабутні враження. Його романтичний настрій кличе відпочиваючих повернутись ще раз.
Робочих місць у селі фактично немає. Тому більшість людей виїжджають до міста на роботу. Молодь старається виїхати зі села до міста.
Єдиною привабливістю села є його природа, яка перекриває негаразди своєю довершеністю.
 
12 червня 2020 року, відповідно до Розпорядження Кабінету Міністрів України № 707-р «Про визначення адміністративних центрів та затвердження територій територіальних громад Вінницької області», увійшло до складу Літинської селищної громади.
19 липня 2020 року, в результаті адміністративно-територіальної реформи та ліквідації Літинського району, село увійшло до складу Вінницького району.

## Населення

### Мова
Розподіл населення за рідною мовою за даними перепису 2001 року:
| Мова       | Відсоток |
| ---------- | -------- |
| українська | 98,78%   |
| російська  | 1,22%    |

## Рослинний і тваринний світ
Найбільш переважаючою рослиною лісу є граб. Але тут також можна зустріти крислатого дуба, білокору березу, клена, осику. По середині мішаного лісу розміщується частина соснового. На узліссях зустрічаються кущі ліщини, бузини. Слід згадати і колишній радгоспний сад, який все ще дарує багатий урожай. Із фруктових дерев переважають черешні, яблуні. Серед кущів слід виділити малину, смородину, карликову вишню.
Щовесни ліс квітує підсніжниками, пролісками, анемонами, медунками, зірочками, рястом, зозуленими черевичками. А восени дарує багато грибів.
Тваринний світ не дуже різноманітний. Із свійських тварин виділяють кота, собаку, корову, коней, кролів, а також курей і гусей. Дикий світ представлений зайцями, лисицею, дуже рідко дикими кабанами і лосем, козулею. З птахів найпоширеніші горобці, синиці, зозуля, сойка, крук, ворона.

## Населення
Населення села становить 737 осіб і характеризується невеликою густотою.
За національністю в Петрику переважають українці, хоча є також і інші — білоруси, поляки, узбек.
За релігією переважають вірні Православної Церкви України (є діючий новозбудований храм Різдва Пресвятої Богородиці, освячений 22 вересня 2005 р.). Також існує невелика громада Московського Патріархату, є вірні Римо-Католицької Церкви та протестантські течії — , баптисти (є Дім молитви), п'ятидесятники, адвендисти (суботники), Свідки Єгови.
Добре розвинута внутрішня міграція, бо роботу можна знайти лише за межами села. Найчастіше мігрують до Вінниці.
Багато часу люди приділяють праці на власних ділянках, де вирощують картоплю, буряк, моркву, огірок, цибулю, помідор, кабачок, кукурудзу. Це одним із головних прибутків. Деякі селяни мають курей, гусей, качок, корів, свиней, але поступово їхня кількість зменшується, бо витрати по догляду не покриваються прибутками.